# Alric Monnier

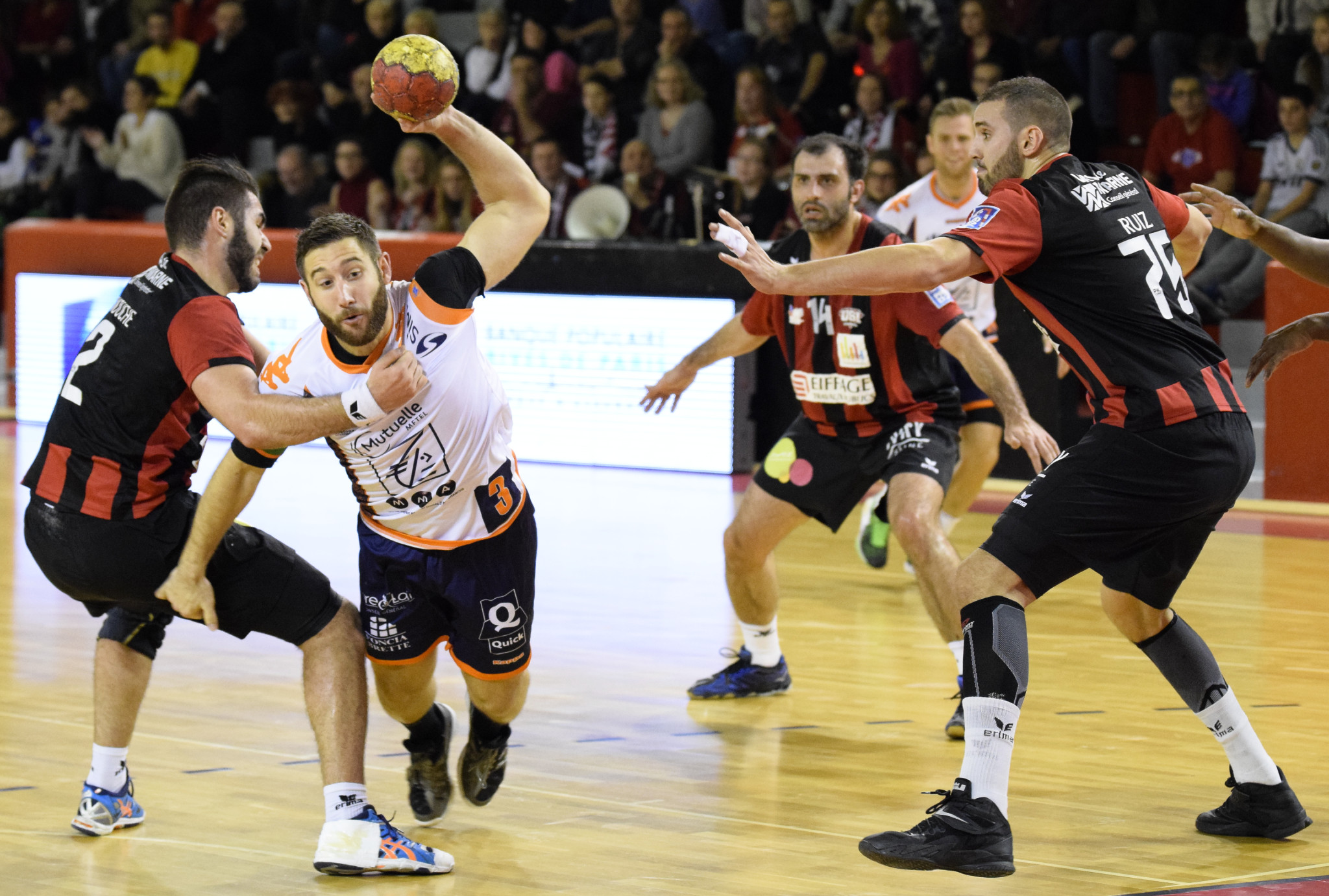
Lors du match de ProD2 contre l'US Ivry, le 6 décembre 2014.

Alric Monnier, né le 3 janvier 1987 à Lorient, est un handballeur français évoluant principalement au Chartres MHB 28 durant les années 2000-2010.

## Biographie
Né le 3 janvier 1987 à Lorient (Morbihan), Alric Monnier grandit à Hermeray, près d'Épernon en Eure-et-Loir, aux côtés de son frère Bastien, également handballeur. Alric Monnier se met tôt au handball, le sport de son père Denis, joueur puis entraîneur au Dreux AC et à l'Amicale d'Epernon. Alric commence à Epernon avant de rejoindre le Dreux AC puis le CO Vernouillet avec lequel il remporte le Challenge de France -18 ans parallèlement à sa formation au pôle espoir de Chartres,.
En 2005, il rejoint l'Angers Noyant Handball qui évolue alors en Division 2. En 2008, diminué par une blessure au genou, il n’est pas prolongé par le club Angevin.
Passé par le pôle de Chartres, Alric Monnier est contacté par le Chartres-Mainvilliers HB qui évolue à un niveau inférieur (en Nationale 1) mais a le projet d'atteindre la D1 à moyen terme : il se relance alors dans le club chartrain où il retrouve du temps de jeu et du plaisir. Arrivé blessé, il doit néanmoins attendre après la trêve hivernale et le 17 janvier 2009 pour faire ses débuts. C'est contre le leader Hazebrouck HB 71 qu'il joue ses premières minutes pour une courte défaite 28-27 et quatre buts marqués.
Monnier participe à la montée en ProD2 du club chartrain en 2011 en remportant le championnat de Nationale 1.
En février 2014, Alric Monnier se blesse au genou en match en retombant mal après un tir. Une rupture des ligaments croisés est alors redoutée. Pouvant également évoluer sur la base arrière, Monnier est alors l’un des joueurs cadres de l’effectif, notamment en défense.
En novembre 2014, la saison 2014-2015 bien commencée, Monnier réintègre le groupe chartrain après neuf mois d'absence à la suite d'une rupture des ligaments croisés. Monnier est désormais capitaine du CMHB 28, élu par ses coéquipiers. Au terme de cette saison 2014-2015, Monnier et le CMHB 28 remporte la finale de play-off de ProD2 et accède à la première division.
Durant une saison compliquée en D1 2015-2016, Monnier prolonge son contrat en janvier 2016. Arrivé en 2008, il se lie au club chartrain jusqu’en juin 2018. « Cette prolongation va m'amener sur ma 10ème saison au club. Je suis très fier de cette longévité, car dans le handball actuel, cela n'arrive plus beaucoup. Je suis très attaché à ce maillot sous lequel j'ai vécu plein d'émotions, et rencontré des gars géniaux », se réjouit l’arrière droit, dans un communiqué du club. Malgré un sursaut dans la phase retour, les Chartrains finissent par être relégués.
Durant la saison 2016-2017, le CMHB lutte pour la montée. Le 2 juin 2017, en finale retour des play-offs de D2 à Massy, après le 28-26 de l'aller en faveur des Euréliens, les Franciliens marquent le but du 24-22, celui de la montée, à dix secondes de la fin. Alric Monnier part en contre et envoie Chartres en D1 sur la sirène. Mais les arbitres sifflent un passage en force et Chartres échoue dans la montée. Monnier ne le sait pas encore mais il dispute, ce soir-là, son tout dernier match officiel avec Chartres MHB28,.
Début février 2018, à 31 ans et après une demi-saison blanche pour cause d'arthrose à l'épaule, il annonce officiellement la fin de sa carrière de joueur après une douzaine d'années chez les pros dont dix à Chartres. Depuis le début de la saison 2017-2018, il se bat avec une épaule gauche récalcitrante pour essayer de reprendre le fil de sa carrière et ne joue pas un seul match. Le combat est fini. Alric Monnier, victime d'une arthrose trop sévère, a dû se résoudre à tirer un trait sur sa carrière de joueur professionnel. Il reste en contrat avec le CMHB28 jusqu'à la fin de saison et se penche sur sa reconversion. Il n'écarte pas de rester dans le milieu du handball.

## Style de jeu
De taille modeste pour un arrière (1,82 m) et en manque de vitesse pour un pur ailier, le gaucher Alric Monnier compense en se sculptant un corps musclé et en développant des qualités spécifiques : la « vista », la force de pénétration et les tirs à la hanche.

## Statistiques
Au total, Alric Monnier joue 181 matchs de championnat avec le Chartres MHB 28. 

## Palmarès
Arrivé en 2008 sur les bords de l'Eure après trois saisons à Angers, Alric Monnier connait deux accessions avec le Chartres MHB 28. La première de Nationale 1 en ProD2 en 2011, la deuxième de D2 en D1 en 2015.
ProD2
- Vainqueur des play-off en 2015
- Finaliste des play-off en 2017

Nationale 1 (1)
- Champion en 2011